# Reial Acadèmia de Ciències i Arts de Barcelona
La Reial Acadèmia de Ciències i Arts de Barcelona (RACAB) és una institució fundada el 1764, com a societat literària i que actualment acompleix les funcions de l'estudi de les ciències, en especial a l'àmbit de Catalunya.

## Història
Té els seus orígens en la Conferència Fisico-matemàtica Experimental fundada el 1764 a Barcelona. Fou el seu primer president Francesc Subiràs. L'any següent es fundà com a institució acadèmica en l'aprovar-se els estatuts i passà a dir-se Reial Conferència Físico-matemàtica Experimental. Posteriorment, el 1770, Carles III d'Espanya va donar-li un nou estatus en anomenar-la Reial Acadèmia de Ciències Naturals i Arts, que tractaria els afers relatius al Principat de Catalunya. Finalment, el 1887 canvià definitivament el nom per adoptar l'actual de Reial Acadèmia de Ciències Naturals i Arts.
La seva funció original era reunir els científics catalans per presentar i discutir els avenços científics que es donaven al món. En algunes èpoques l'acadèmia també es dedicà a impartir classes. A partir del 1891 es feu càrrec del Servei Horari i el 1904 va fundar l'Observatori Fabra.
El Govern de Catalunya li atorgà la Creu de Sant Jordi el 2014.
L'Acadèmia disposa d'una biblioteca amb més de cent mil volums que és considerada una de les més importants d'Espanya per l'abundància d'obres científiques de més de tres segles, un arxiu històric i un complex compost de l'observatori astronòmic Fabra, inaugurat el 1904, amb equips astronòmics, sismològics i meteorològics.
El 1835 començà a editar les Memorias de l'entitat, que més endavant va passar a ser un Boletín.

## Presidents

### Conferència Físico-matemàtica Experimental
- Francesc Subiràs i Barra (1764-1766)[4]

### Reial Conferència Física[4][5]
- Francesc de Dusay i de Fivaller (1766-1768)
- Jaume Roig (1768-1770)

### Reial Acadèmia de Ciències i Arts[4]
- Jaume Roig (1770-1799)
- Joan Antoni Desvalls i d'Ardena (marquès de Llupià) (1799-1808), (1814-1820)
- Francesc de Dusay i de Marí (marquès de Monistrol) (1820-1824)
- Joan Francesc Bahí i Fontseca (1833)
- Albert Pujol i Gurena (1833-1835)
- Agustí Yánez Girona (1835-1836), (1836-1837), (1841-1842), (1848-1849), (1853-1854), (1855-1856)
- Josep Antoni Llobet i Vall-llosera (1837-1838), (1844-1845), (1851-1852), (1856-1857), (1859-1860)
- Fèlix Janer i Bertrán (1838-1839), (1845-1846)
- Raimon Fors i Cornet (1839-1840)
- Joan Baptista Foix i Gual (1842-1843)
- Pere Vieta i Gibert (1846-1847)
- Josep Melcior Prat i Solà (1847-1848), (1854-1855)
- Josep Antoni Balcells i Camps (1849-1850)
- Joan Josep Anzizu i Yurza (1850-1851)
- Ramon Muns i Serinyà (1852-1853)
- Josep Oriol i Bernadet (1857-1858)
- Antoni Rave i Bergnes (1858-1859), (1870-1872)
- Francesc Domenech i Maranges (1860-1861)
- Vicent Munner i Valls (1861-1862)
- Josep Arrau i Barba (1862-1863)
- Antoni Cebrià Costa i Cuxart (1863-1864), (1867-1868)
- Narcís Vidal i Campderrós (1864-1866)
- Josep Oriol Mestres i Esplugas (1866-1867)
- Francesc Paradaltas i Pintó (1868-1870)
- Julián Casaña Leonardo (1872-1874), (1876-1878), (1884-1886)
- Ramon de Manjarres i Bofarull (1874-1876)
- Lucas Echeverría i Ugarte (1878-1880)
- Frederic Trémols i Borrell (1880-1882)
- Àngel del Romero i Walsh (1882-1884), (1886-1888), (1894-1895)
- Joan Montserrat i Archs (1888-1890)
- Rafael Puig i Valls (1890-1894), (1904-1906)
- Silví Thos i Codina (1895-1904)
- Jaume Almera i Comas (1906-1908)
- Eugeni Mascareñas i Hernández (1908-1910)
- Lluís Marià Vidal i Carreras (1910-1912)
- Josep Doménech i Estapá (1912-1914)
- Pere Marcer Oliver (1914-1916)
- Eduard Alcobé i Arenas (1916-1924), (1939-1945)
- Josep Serrat i Bonastre (1924-1926)
- Carles de Camps i Olzinellas (marqués de Camps) (1926-1936)
- Des de juliol del 1936 fins a l'abril del 1939, per causa de la Guerra Civil, l'Acadèmia no desenvolupà les activitats que li són pròpies. Durant aquest període, l'acadèmic Dr. Eduard Fontserè vetllà per la seguretat de la Corporació i seguí tenint cura del servei horari. Per decret de 12 d'agost de 1936 fou incorporada a les institucions de Cultura de la Generalitat de Catalunya. Pel mateix decret fou nomenat comissari el senyor Jaume Aguadé i Miró, qui designà president acccidental el senyor Joaquim Bassegoda i Amigó. Aquest romangué en el càrrec fins al seu decés el 13 d'agost de 1938. Fou substituït pel senyor Manuel Álvarez-Castrillón y Bustelo. El 4 d'abril de 1939 començà a exercir la presidència el Dr. Eduard Alcobé i Arenas.
- Paulí Castells Vidal (1945-1946)
- Eduard Vitoria Miralles (1946-1951)
- Francesc Pardillo Vaquer (1951-1955)
- Isidre Pòlit i Boixareu (1956-1958)
- Francesc Planell i Riera (1958-1961)
- Josep Pascual i Vila (1962-1977)
- Lluís Solé i Sabarís (1977-1983)
- Enric Freixa i Pedrals (1983-1995)
- Ramon Parés i Farràs (1995-2004)
- Rafael Foguet i Ambròs (2004-2011)
- Ramon Pascual de Sans (2011-2017)
- Joan Jofre i Torroella (2017-...)